# Айгешат (район Армавіра)
Це стаття про село у районі міста Армавір. Стаття про село у районі міста Вагаршапат — Айгешат
Айгешат (вірм. Այգեշատ) — село в марзі Армавір, на заході Вірменії. Село розташоване у районі міста Армавір.